# ズデネク・コパル
ズデネク・コパル（Zdeněk Kopal 、1914年4月4日 - 1993年6月23日）はチェコ生まれで、アメリカ合衆国の市民権を取得し、後にイギリスのマンチェスター大学の天文学部長を務めた天文学者である。「コパールの分類」など、連星の研究で業績を挙げた。
東ボヘミヤ地方のリトミシェル（w:Litomyšl）で生まれた。プラハで研究を連星の研究を始め、ケンブリッジ大学に移り、第2次世界大戦に少し前にアメリカ合衆国に渡り、ハーバード大学天文台、マサチューセッツ工科大学で働いた。この間にアメリカの市民権を得た。1951年にイギリスのマンチェスター大学の天文学部に移り、1981年までそこで働いた。連星における質量移動についての研究を行う一方、ピク・デュ・ミディの天文台で月面の観測を指導し、アポロ計画に貢献した。
近接連星の研究で知られる日本の天文学者・北村正利はコパルの弟子である。
小惑星 (2628) Kopalは、コパルの業績を記念して命名された。